# Gisamika
Gisamika är ett vattendrag i Burundi.   Det ligger i provinsen Kayanza, i den nordvästra delen av landet, 60 kilometer nordost om huvudstaden Bujumbura.
Omgivningarna runt Gisamika är en mosaik av jordbruksmark och naturlig växtlighet. Runt Gisamika är det tätbefolkat, med 397 invånare per kvadratkilometer.